# Rhadinodonta camerunensis
Rhadinodonta camerunensis är en stekelart som beskrevs av Heinrich 1968. Rhadinodonta camerunensis ingår i släktet Rhadinodonta och familjen brokparasitsteklar. Inga underarter finns listade i Catalogue of Life.